# Luchthaven Stockholm-Bromma

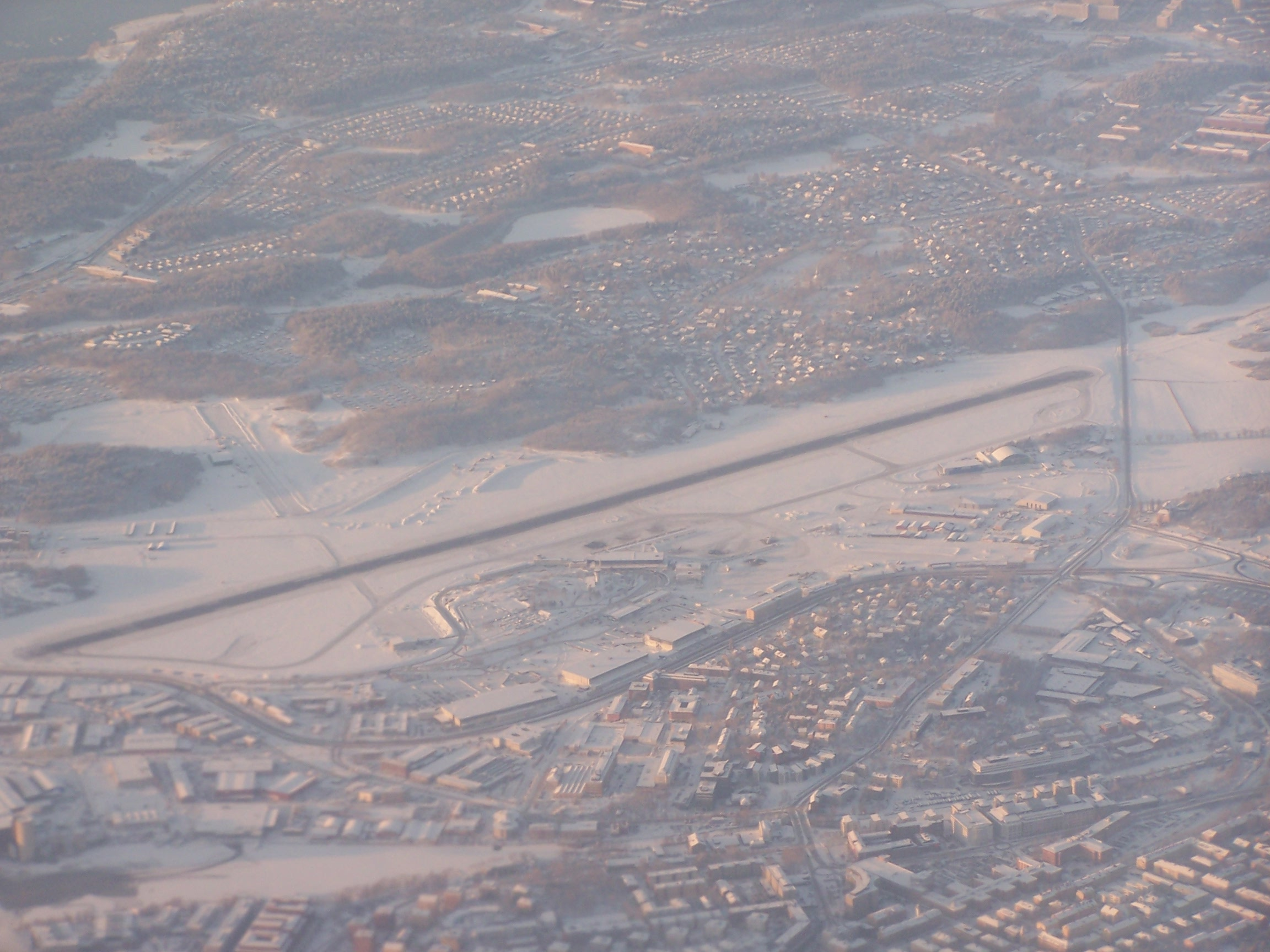
Luchthaven Stockholm-Bromma vanuit de lucht

Luchthaven Stockholm-Bromma is een luchthaven vlak bij Stockholm, de hoofdstad van Zweden.

## Geschiedenis
Tijdens de jaren 1930 werd de behoefte aan een goede luchthaven van Stockholm, de hoofdstad van Zweden, spoedeisend. De luchthaven werd geopend in 1936 door koning Gustaaf V, en was de eerste luchthaven in Europa die een verharde startbaan had. Tijdens de Tweede Wereldoorlog vlogen Zweedse en Britse vliegtuigen naar het Verenigd Koninkrijk vanaf Bromma. Na de oorlog bloeide de luchthaven en twee aangewezen luchtvaartmaatschappijen die de luchthaven mochten bedienen, werden Aktiebolaget Aerotransport (ABA), die vervolgens de Zweedse partner van Scandinavian Airlines System (SAS) werd, en Linjeflyg (de Zweedse belangrijkste binnenlandse luchtvaartmaatschappij, die later werd overgenomen door SAS). Echter was de startbaan van Bromma te kort voor intercontinentaal verkeer in de jaren 1950, dus werd Arlanda gebouwd.
Met de opening van de Arlanda Airport in 1960-1962, werd al het internationale verkeer verplaatst en het binnenlands verkeer volgde in 1983. Bromma werd het domein van de business jets, de algemene luchtvaart en vliegscholen. Verscheidene van de oude hangars werden gescheiden van het gebied rond het vliegveld en gevormd tot een buitenshuiswinkelcentrum grenzend aan de luchthaven. Met de start van operaties door Malmö Aviation met de routes naar Göteborg, Malmö en Londen werd de luchthaven een nieuw leven in geblazen. In 2002 is een nieuwe controletoren in gebruik werd genomen op Ranhammarshöjden, omdat de terminal was komen te vervallen. De luchthaven onderging verdere verbeteringen in 2005 en is nu in staat een scheiding aan te brengen tussen de passagiers die binnen en buiten het Schengengebied reizen.

## Toekomst
Uitbreiding van de luchthaven wordt beperkt door geluidskwesties, een gebrek aan ruimte en de noodzaak tot behoud van het cultureel erfgoed (de luchthavengebouwen). Met de voltooiing van de derde startbaan in Stockholm-Arlanda Airport is er een overschot aan capaciteit en er is brede steun voor een alternatief gebruik van de grond van de luchthaven Bromma voor residentiële en commerciële doeleinden.
Van Bromma is het belangrijkste voordeel ten opzichte van het veel grotere Stockholm-Arlanda Airport de nabijheid van het centrum van Stockholm (ongeveer 8 km). Echter nu Arlanda een snelle spoorverbinding heeft, voltooid in 1999, betekent dat Bromma de concurrentiepositie in dit verband heeft verloren. Beide luchthavens zijn nu 20 minuten reizen verwijderd van het Centraal Station.
Bromma blijft echter populair bij luchtvaartmaatschappijen en passagiers. Het is in Zweden de op twee na grootste luchthaven (2006) in termen van passagiersaantallen en de op twee na grootste in termen van starts en landingen, na Stockholm Arlanda-en Göteborg-Landvetter.

## Ongevallen
- Op 18 februari 1951 probeerde een RAF Vickers Valetta met 22 passagiers en bemanning te landen op Stockholm-Bromma. De militaire vlucht had een probleem met een van zijn motoren. Er was rook te zien vanuit de onderkant van het toestel en de achterzijde van de cabine. De bemanning probeerde een noodlanding op de luchthaven te maken, maar door de slechte weersomstandigheden maakte men een verkeerde inschatting betreffende de positie van het vliegtuig ten opzichte van de landingsbaan en overschreed het vliegtuig de landingsbaan. Het toestel klom vervolgens zeer slecht en dit dwong de piloot een landing te maken op hoger gelegen land. Er kwam één persoon om en het toestel was totaal verwoest.
- Op 1 april 1951 stortte een SAS Douglas DC-3 op een vlucht van Kopenhagen Kastrup Airport naar Stockholm-Bromma Airport neer in een veld nabij Stockholm-Bromma Airport. Geen van de 18 passagiers en 4 bemanningsleden werden gedood, maar het vliegtuig was verwoest.
- Op 15 januari 1977 stortte een Vickers Viscount (Linjeflyg vlucht 618, verzorgd door Skyline Sweden) op weg van luchthaven Jönköping naar Stockholm-Bromma neer in een woonwijk (Kälvesta). Er vielen 22 doden. De oorzaak was ijs op de vleugels.

## Verkeer

### Bus
- Bus 110 en 152 van het Stockholmse lokale verkeer stoppen op de luchthaven of stoppen heel dichtbij. Naar Stockholm is het ongeveer 30 minuten reistijd.
- Luchthavenbussen (Flygbussarna) rijden rechtstreeks naar het centrum van Stockholm. De reistijd bedraagt ongeveer 20 minuten.

### Parkeren
Er is een parkeerplaats bij de luchthaven, voor zowel kort als lang parkeren en allebei liggen deze precies voor de terminal. Kort parkeren is echt kort parkeren. Na een uur is het verplicht om naar lang parkeren te gaan, aan de andere kant van de terminal.

## Faciliteiten
Luchthaven geopend voor luchtverkeer:
- Maandag-vrijdag: 07.00-22.00 uur, zaterdag 09.00-17.00 uur, zondag 10.00-20.00 uur

Terminal geopend:
- Maandag-vrijdag 05.30-22.00 uur, zaterdag 08.00-17.00 uur, zondag 09.00-20.00 uur